# Fidúcia
O contrato de fidúcia, contrato fiduciário ou trust é aquele em que uma das partes envolvidas (trustee, administrador fiduciário ou curador) recebe da outra parte (trustor ou settlor, concedente ou outorgante) bens móveis ou imóveis, assumindo o encargo de administrá-los em proveito de um terceiro (beneficiário), tendo a livre administração dos bens, limitado às condições no contrato. 
O conceito é relacionado com o de fundação e ao conceito de fideicomisso.